# سقاية عاتكة خاتون
سقاية عاتكة خاتون
أقيمت سقاية الماء هذه في مدينة بغداد، لغرض المنفعة العامة للاهالي، وذلك في عهد الدولة العثمانية. حيث قامت السيدة عاتكة خاتون بنت السيد علي القادري الكيلاني والمتوفية سنة 1829م، بانشاء سقاية في مدرستها التي انشأتها قرب جامع الشيخ عبد القادر الكيلاني سنة 1811م، عرفت باسم المدرسة الخاتونية .وقد وضعت الاوقاف الجمة على مدرستها هذه وسقايتها . ولكن خراباً اصاب كل هذه المنشآت، واندرست ومحي أثرها بسبب مرض الطاعون والغرق الذي أصاب مدينة بغداد سنة 1830م .